# Symfonie nr. 4 (Bruk)
Fridrich Bruk voltooide zijn Symfonie nr. 4 Karelië in 2001, terwijl deel twee al was geschreven in de jaren zestig.
Bruk verbleef een aantal jaren in het strijdgebied tussen Finland en Rusland. Hij leverde op een gegeven moment zijn Russisch staatsburgerschap in om eerst naar de Verenigde Staten te vertrekken, maar hij belandde uiteindelijk in Tampere, Finland. In deze vierde symfonie schreef hij in het diatonische toonsysteem van Karelië dat enigszins afwijkt van de westerse muziek.Toch is de muziek van Dmitri Sjostakovitsj niet ver weg. Als componist van Finland zijn er eigen twee zaken waar je niet om heen kan. De eerste is de ontstaansgeschiedenis van de kantele uit handen van Väinämöinen, vandaar de diatonische stemming. Dit is hier terug te vinden in de tekst vanuit de Kalevala, het andere niet te vermijden onderwerp. Karelië wordt verder bedacht in deel 3 van deze symfonie: de morgenstond in Aunusjärvi. De teksten waren in dat geval van Eino Leino. De Kalevala kwam later terug in het oeuvre van de componist; in zijn zevende symfonie behandelde hij het thema weer.
De symfonie is geschreven voor een ietwat vreemde orkestratie:
- violen, altviolen, celli, contrabassen
- harpen, piano, pauken, 4 man/vrouw percussie
- sopraan en bas.

Deze samenstelling doet echter wel denken aan het eerste pianoconcert van Sjostakovitsj
De symfonie werd voor het eerst gespeeld tijdens de opname als vermeld onder discografie. Echter ter gelegenheid van de viering van het 85e verjaardag van het bestaan van de deelrepubliek; plaats van handeling was Petrozavodsk. Het orkest van dienst was het Philharmonisch orkest van Karelië onder leiding van Oleg Soldatov. Solisten waren Valentina Kamenskaya (s), Alksander Lyalikov (b) en Dilyara Dmitrieva (p). In hetzelfde programma werd de eerste symfonie van Karelische bodem gespeeld, die van Helmer Sinisalo (1920-1989).
Delen:
- Äinisjärvi (Onegameer)
- Kanteleen luominen (Geboorte van de kantele) (gezongen in het Russisch)
- Aunuksen aamu (Morgenstond in Aunus)(gezongen in het Fins)

## Discografie
- Uitgave Fridrich Bruk met leden van het Nationaal Symfonieorkest van Estland o.l.v. Peter Mägi met solisten Heli Vaskus (sopraan) en Aleksandr Mikhailov (bas) en Mati Mikilai (piano); een opname uit 2003.